# 滝川時成
滝川 時成（たきがわ ときなり）は、江戸時代前期の尾張藩士。
通称は長十郎、長門、豊前。

## 生涯
慶長7年（1602年）、徳川家康に使番として仕える滝川忠征の次男として生まれた。
慶長15年（1610年）、前年からの名古屋城築城において父忠征が普請奉行として功労があったことを賞し、当時は父の家康と駿府城で同居していた名古屋城主（尾張藩主）徳川義直に近習（小姓）として召し出され、所領1000石を与えられて尾張藩士となる。
慶長19年（1614年）、20年（1615年）の大坂の陣では義直に供奉して出陣した。
元和2年（1616年）、忠征が家康の遺命により義直に附属され、尾張藩内で時成と別に6000石を与えられた。以後、父の忠征は年寄（家老）、子の時成は近習として親子で藩主義直の側近に仕え、元和5年（1620年）、義直が近習の石黒市十郎を自ら脇差で刺殺して手討した際に、時成が太刀持ちとして義直に陪従していたことが記録に見える。
寛永9年（1632年）、忠征の隠居に伴ってその所領6000石の相続を許された。このとき、時成がそれまで領していた1000石は父に隠居料として与えられた。父が死去した寛永12年（1635年）に病を理由として34歳の若さで隠居を願い出て、嫡男之成に家督を譲った。
隠居後は半斎と称し、伊勢湾に面した領地の知多郡馬走瀬（現在の愛知県東海市横須賀町）に隠居屋敷を構えて居住していたが、寛文6年（1666年）、藩主光友の潮湯治滞在所として替地を命じられ、同郡木田（現在の東海市大田町）に移った。
延宝7年（1679年）死去、享年78。

## 系譜
- 父：滝川忠征（1559 - 1635）
- 母：南部下総守[注釈 3]の娘
  - 同母兄：滝川法直（? - 1614） – 子孫は江戸幕府旗本
  - 異母弟：滝川忠尚（? - 1687） – 子孫は尾張藩士
- 正室：阿部正與（尾張藩年寄）の娘[注釈 4]
  - 長男：滝川之成（1625 - 1696）
  - 次男：滝川是成（1627 - 1686） – 病身のため出仕せず。子の忠家と恒忠は御目見以上では最下級の藩士である同心として召し出された[2]。

### 時成の子孫

#### 滝川之成
寛永2年（1625年）-元禄9年（1696年）。時成の長男。 通称は権十郎、彦左衛門。名は元成とも。妻は阿部正致（阿部正與嫡男。尾張藩年寄）の娘。
寛永12年（1635年）、父の隠居により11歳で家禄6000石を相続し、大寄合に編入された。延宝3年（1675年）、51歳で城代に就任。元禄6年（1693年）に致仕し、隠居した。

#### 滝川征成
慶安3年（1650年）-宝永2年（1705年）。之成の長男。通称は弥市右衛門、豊前。名は忠方とも。妻は阿部正致（阿部正與次男。尾張藩世嗣綱義傅役）の娘。
元禄6年（1693年）、父の隠居により家禄6000石を相続し、大寄合に編入された。元禄14年（1701年）、寄合触流に就任するが、宝永2年（1705年）に江戸で病死した。

#### 滝川時令
寛文11年（1671年）-享保6年（1721年）。横井豊時の長男。通称は作之丞、市郎右衛門、作左衛門、弥市右衛門。名古屋の地誌『金鱗九十九之塵』記載の滝川氏系図によると時成は横井姓の時の名で、滝川家の家督継承後の名は常成。妻は滝川征成の娘。
元禄9年（1696年）、祖父江横井家の家督を継いで家禄1000石を相続した。宝永2年（1705年）、岳父滝川征成が嗣子のないまま病床に伏したため末期養子に立てられ、養父所領のうち4063石余りの相続を許された。宝永8年（1713年）に大番頭となり、享保5年（1720年）、城代に就任するが、翌6年（1721年）に死去した。

#### 滝川善成
正徳2年（1712年）-享保15年（1730年）。滝川元長の三男。通称は友之助、権十郎。
実父滝川元長は時成の兄法直の曾孫で、滝川忠征が尾張藩附属以前に領していた2000石余を継承する江戸幕府旗本。実子のない時令の養子とされ、享保6年（1721年）、養父の死去により家督を継承するが、1000石を収公されて3000石余の相続を許された。享保15年（1730年）、若年で大寄合のまま死去。

#### 滝川忠栄
生没年不明。滝川恒忠の長男。通称は又左衛門、彦左衛門。
実父滝川恒忠は時成の次男で病身のため出仕しなかった是成の三男で、同心に取り立てられて150石を領した。忠栄は宝永7年（1710年）に滝川家の分家又左衛門家（滝川忠征の末子（時成の弟）忠尚が忠征の隠居料1000石を与えられて分家）の名跡を継いで500石を与えられ、御庭足軽頭兼小納戸を務めていたが、享保15年（1730年）、滝川善成が嗣子なく没したことから本家の名跡を継承することになり、2000石余の相続を許された。翌16年（1731年）、大番頭となり、寛保3年（1743年）に辞任して寄合となった。

#### 滝川忠厚
? - 安永2年（1773年）。通称は長門。
滝川忠栄から家禄2000石余を相続した。嗣子なく没し、忠暁が末期養子に立てられた。

#### 滝川忠暁
宝暦8年（1758年）-文政7年（1824年）。生駒周房の次男。通称は刑部、彦次郎、権十郎。従五位下豊後守。
小折生駒家に生まれ、安永2年（1773年）に滝川忠厚の養子に迎えられて家督を継承したが、家禄2000石余から700石を収公されて1300石余となった。藩主徳川宗睦の信任を受けて寛政6年（1794年）に年寄に抜擢。年寄在任は30年近くに及び、その間に家禄は4000石まで加増された。文政6年（1823年）、致仕し、翌7年（1824年）に死去した。

#### 滝川忠據
? - 文政9年（1826年）。滝川忠暁の長男。通称は権十郎。
文化4年（1807年）、部屋住から大番頭に召し出され、7年（1810年に用人を経て側用人に登用されて年寄である父とともに藩政に参画した。文政6年（1823年）、父の隠居により家督を相続し、1000石を弟の滝川忠貫に分与して3000石余を世禄とした。現職の側用人のまま文政9年（1826年）に病死。

#### 滝川忠雄
文化12年（1815年） - 明治21年（1888年）。滝川忠據の長男。通称は長十郎、権十郎、伊勢。従五位下豊後守、伊勢守。号は一楽。
文政9年（1826年）に家督を相続し、大寄合に編入された。嘉永2年（1849年）、徳川慶勝が藩主に就任すると年寄に登用された。安政3年（1856年）、加判を免ぜられて年寄列に降りるが、安政5年（1858年）、安政の大獄で慶勝が隠居謹慎を命じられて弟の茂徳が藩主となると加判を命ぜられて政務に復帰した。文久3年（1863年）、茂徳が隠居して慶勝の子義宜が藩主となると隠居して年寄を辞職。慶応4年（1868年）1月、青松葉事件に連座し蟄居。

#### 滝川忠挙
安政2年（1855年）生まれ。滝川忠雄の長男。通称は彦次郎。
文久3年（1863年）、父の隠居により9歳で家督を相続し、大寄合に編入された。明治2年（1869年）、大寄合の職制が廃止されて無役となる。
明治15年（1882年）、愛知県議会議員に当選し（名古屋区選出）、1期務めた。その後、東京に移住。